# A Faca e o Rio
A Faca e o Rio é um filme brasileiro de 1972, dirigido por George Sluizer. Foi escolhido como representante brasileiro ao Oscar de melhor filme estrangeiro na cerimônia do Oscar 1974, mas não foi indicado.